# ディフェンス
ディフェンス（アメリカ英語: defense、イギリス英語: defence、英語発音: [diˈfens]、ディフェンス）は、防御・守備・防衛という意味の英語で、軍事的に用いられる場合は防衛施設を指し、法的に用いられる場合は弁護側（被告側）を指し、スポーツでは守備側を指す。

## スポーツ
スポーツで用いられる場合の英語発音は、[diˈfens]（ディフェンス）および [ˈdiːfens]（ディーフェンス）の2通りがある。
サッカーやラグビー、ホッケー、ハンドボール、アメリカンフットボールやバスケットボールなどのスポーツ競技において、得点されるのを防ぐ目的でオフェンスの意図を読み、これを邪魔することである。あるいは、守備側のサイドや守備にあたる選手そのものを指す。
攻守の入れ替わる競技においては、守備の終わりは攻撃の始点となる。すなわちディフェンスの良いチームは攻撃回数もおのずと増えるため、トップレベルの試合ではディフェンス力の高いチームが好成績を収める傾向にある。それほどディフェンスは重要なファクター（要素）であり奥の深いものである。
サッカーやバスケットボールなどにおいてディフェンスは、マンツーマンディフェンス、ゾーンディフェンス、プレスディフェンスの3種類に大きく分けられる。それぞれの特徴は、以下の通りである。
マンツーマンディフェンス
守備の選手が、それぞれ決められた相手選手をマークしてその攻撃を防ぐディフェンス。
ゾーンディフェンス
守備の選手が、各自割り当てられた特定の区域を守り、そこでの敵の攻撃を防ぐディフェンス。
プレスディフェンス
常に相手選手にプレッシャーを与え続け、ボールを奪ったりミスを犯させたりするディフェンス。マンツーマンともゾーンとも組み合わせ可能であり、例えばゾーンディフェンスと組み合わせるとゾーンプレスとなる。

## デファンス
英語のディフェンスにあたるフランス語はデファンス（仏: défense、フランス語発音: [defɑ̃ːs] デファーンス）であり英語と同様の意味だが、日本語で「デファンス」と言う場合には以下のような意味で用いられる。
- 医学用語で腹膜刺激症状の一種である「筋性防御」のこと。英語を用いて「ディフェンス」と言う者もいる。

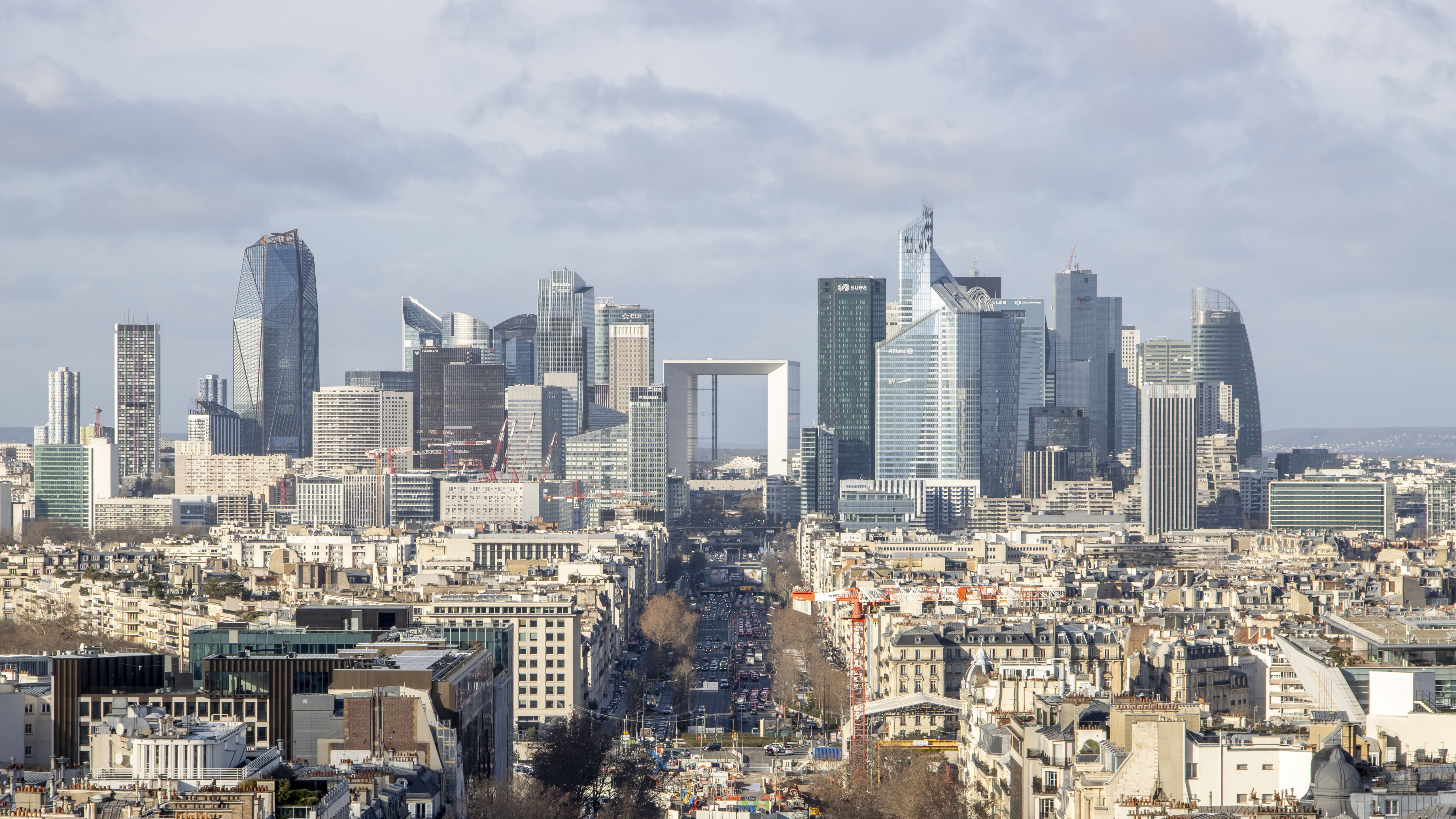
エトワール凱旋門の屋上から見たラ・デファンスの遠景

- パリ郊外にある超高層ビル集積地区「ラ・デファンス」のことで、パリの新都心として紹介されることがある。「パリの歴史軸」と呼ばれるシャンゼリゼ通りの延長上に位置し、ミッテラン大統領政権下で進められたグランプロジェにより、中心業務地区の1つとして整備が進んだ。フランス革命200周年（パリ祭参照）にあたる1989年7月14日に合わせて「アルシュ・サミット」が当地のグランダルシュで開催されたことでも知られる。